# Valerie Niehaus
Valerie Niehaus (n. 11 octombrie 1974, Emsdetten, Republica Federală Germania, Germania) este o actriță germană.

## Date biografice
Valerie Niehaus se mută cu familia în 1987 la München. Aici la vârsta de 13 ani este descoperită ca talent jucând primul ei rol în filmul Rote Erde (Pământ roșu). După examenul de bacalaureat va primi diferite roluri în serialul siropos Verbotene Liebe (Dragoste interzisă). Din anul 1997 a început să studieze dramaturgia la Institutul de Teatru Lee Strasberg din New York.

## Filmografie (selectată)
- 1990: Rote Erde
- 1995–1997: Verbotene Liebe
- 1997: Rosamunde Pilcher – Stunden der Entscheidung
- 1999–2004: SOKO 5113 (3 episoade)
- 1999: St. Pauli Nacht
- 2000: Die Gefesselten
- 2000: Klinik unter Palmen (3 episoade)
- 2000: Flashback – Mörderische Ferien
- 2001: Ein unmöglicher Mann
- 2001: Vera Brühne
- 2001: Das Glück ist eine Insel
- 2001: Die Frau, die Freundin und der Vergewaltiger
- 2002: Love Crash
- 2002: Der Duft des Geldes
- 2002: Königskinder
- 2003: Das bisschen Haushalt
- 2004: Inga Lindström – Wind über den Schären
- 2005: Vollgas – Gebremst wird später
- 2005: Donna Leon – Beweise, dass es böse ist
- 2006: Rohtenburg
- 2006: Rose unter Dornen
- 2006: Alles über Anna (10 episoade)
- 2008: Die Gustloff
- 2008: Mogadischu
- 2008: Kommissar LaBréa – Tod an der Bastille
- 2009: Tierisch Verliebt
- 2009: Entscheidung in den Wolken
- 2009: Eine Liebe in St. Petersburg
- 2009: Kommissar LaBréa – Mord in der Rue St. Lazare
- 2009: Kommissar LaBréa – Todesträume am Montparnasse
- 2009-2011: Doctor's Diary (vier Folgen)
- 2010: Sind denn alle Männer Schweine?
- 2010: Die Liebe kommt mit dem Christkind
- 2010: Garmischer Bergspitzen
- 2010: SOKO Donau (SOKO Wien) – Tod eines Schnüfflers
- 2011: Der Mann mit dem Fagott
- 2011: Das große Comeback
- 2011: Biss zur großen Pause – Das Highschool Vampir Grusical
- 2011: Ausgerechnet Sex!
- 2012: Überleben an der Wickelfront
- 2012: Mich gibt’s nur zweimal
- 2013: Der Feind in meinem Leben
- 2013: Alarm für Cobra 11 - Wilde Tiere
- 2013: Die Spionin
- 2014: Der Rücktritt
- 2014: Frauenherzen
- 2014: Schmidt – Chaos auf Rezept (Serial TV, 1 episod)